# Gabriella Pinzari
Gabriella Pinzari (ur. 21 maja 1966 w Rzymie) – włoska matematyczka, od 2017 pracująca na Uniwersytecie Padewskim. Zajmuje się układami dynamicznymi – w tym hamiltonowskimi – i mechaniką nieba.

## Życiorys
Studiowała fizykę (dyplom w 1990) i matematykę (dyplom w 1996) na Uniwersytecie Rzymskim „La Sapienza”. Stopień doktora uzyskała w 2009 na Università degli Studi Roma Tre, promotorem doktoratu był Luigi Chierchia. Zanim związała z Uniwersytetem Padewskim, pracowała na Uniwersytecie Neapolitańskim im. Fryderyka II.
Swoje prace publikowała m.in. w „Celestial Mechanics and Dynamical Astronomy”, „Communications in Nonlinear Science and Numerical Simulation” i „Inventiones Mathematicae”.
W 2014 roku wygłosiła wykład sekcyjny na Międzynarodowym Kongresie Matematyków w Seulu, a w 2019 była wyróżnioną prelegentką (keynote speaker) na konferencji Dynamics, Equations and Applications (DEA 2019).
W roku 2015 zdobyła prestiżowy ERC Starting Grant.